# كازادي كاسينجو
كازادي كاسينجو (مواليد 20 يوليو 1992، كينشاسا) (بالفرنسية: Kazadi Kasengu)‏ لاعب كرة قدم من الكونغو، يشغل مركز مهاجم في منتخب الكونغو ونادي الوداد الرياضي المغربي.

## روابط خارجية
- كازادي كاسينجو على موقع قاعدة بيانات كرة القدم.إي يو (الإنجليزية)
- كازادي كاسينجو على موقع ناشيونال فوتبول تيمز (الإنجليزية)
- كازادي كاسينجو على موقع Soccerway.com (الإنجليزية)